# Cercospora carbonacea
Cercospora carbonacea är en svampart som beskrevs av Miles 1917. Cercospora carbonacea ingår i släktet Cercospora och familjen Mycosphaerellaceae.   Inga underarter finns listade i Catalogue of Life.